# Consoante ejetiva
Uma consoante ejetiva ou simplesmente ejetiva é uma consoante surda pronunciadas com um mecanismo de fluxo de ar glotal. Aproximadamente 18% das línguas do mundo utilizam consoantes ejetivas, principalmente na África, na América e no Cáucaso. No Alfabeto Fonético Internacional, utiliza-se o apóstrofo (’) após uma consoante para indicá-la como ejetiva.

## Descrição
Na produção de uma consoante ejetiva, o músculo estilo-hioideo e o músculo digástrico se contraem, fazendo com que o osso hioide e a glote se elevem, enquanto a articulação frontal (no palato mole no caso do [k]) é mantida, elevando a pressão do ar na boca. Desse modo, quando os articuladores orais se separam, ocorre uma explosão de ar em alta pressão.

## Tipos
Na maioria das línguas com consoantes ejetivas, elas são plosivas ou africadas. Em casos raros, há também fricativas ejetivas, como na língua tlingit.
|                  | Bilabial | Labiodental | Dental | Alveolar       | Labiocoronal | Pós-alveolar   | Retroflexa | Alvéolo-palatal | Palatal   | Velar          | Labiovelar | Uvular         | Faríngea |
| ---------------- | -------- | ----------- | ------ | -------------- | ------------ | -------------- | ---------- | --------------- | --------- | -------------- | ---------- | -------------- | -------- |
| Plosiva          | pʼ       |             | t̪ʼ     | tʼ             | tpʼ          |                | ʈʼ         |                 | cʼ        | kʼ ɡ͡kʼ ɡʼ      | k͡pʼ        | qʼ ɢ͡qʼ (ɢʼ)    | ʡʼ       |
| Africada         |          | p̪fʼ         | t̪θʼ    | tsʼ d͡tsʼ (dzʼ) |              | tʃʼ d͡tʃʼ (dʒʼ) | ʈʂʼ        | tɕʼ             |           | kxʼ ɡ͡kxʼ (ɡɣʼ) |            | qχʼ ɢ͡qχʼ (ɢʁʼ) |          |
| Fricativa        | ɸʼ       | fʼ          | θʼ     | sʼ             |              | ʃʼ             | ʂʼ         | ɕʼ              |           | xʼ             |            | χʼ             |          |
| Africada lateral |          |             |        | tɬʼ            |              |                |            | cʎ̝̊ʼ (cʼ)       | kʟ̝̊ʼ (kʼ) |                |            |                |          |
| Fricativalateral |          | ɬʼ          |        |                |              |                |            |                 |           |                |            |                |          |